# Pałac w Głębowicach

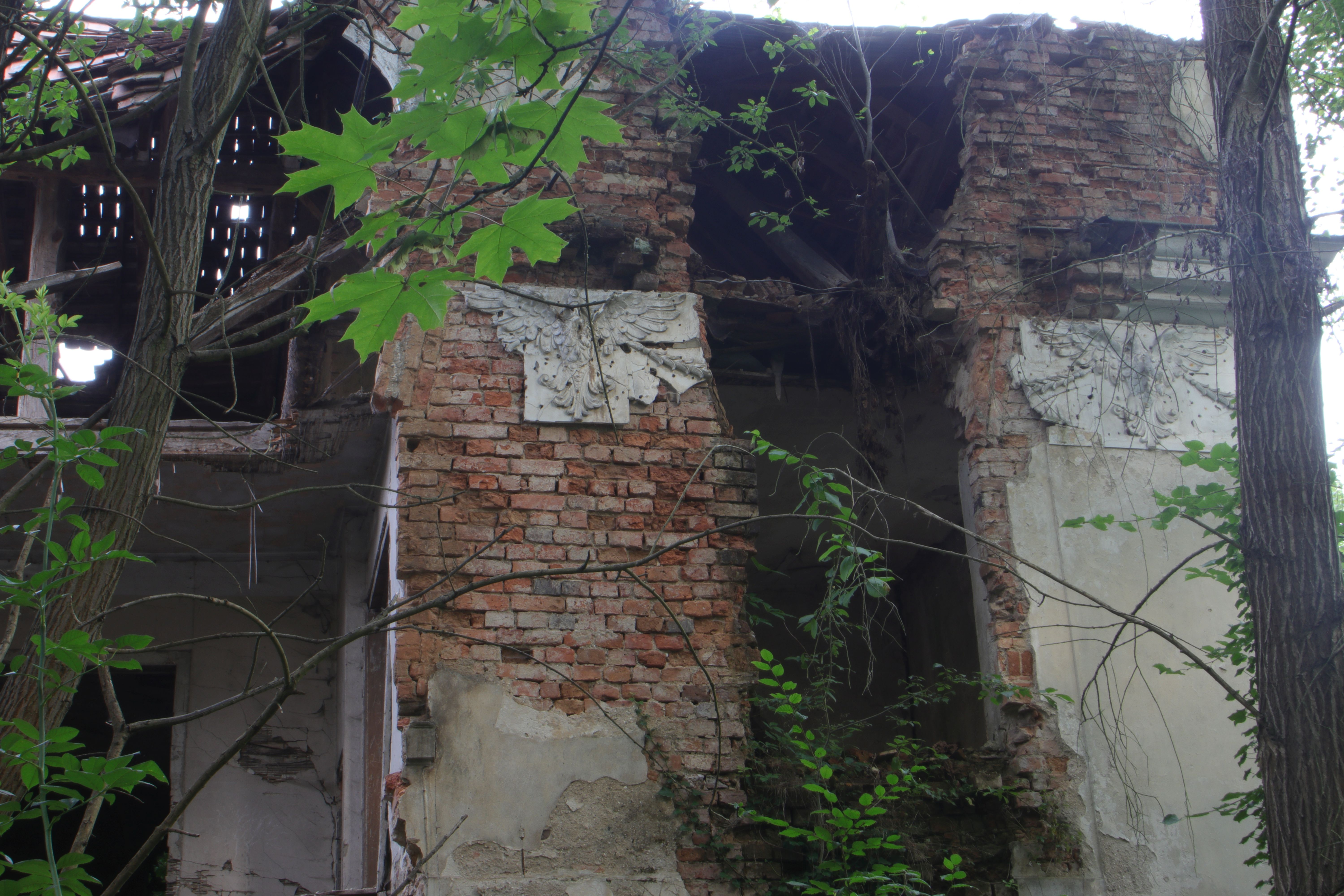
Sztukateria z pelikanem, motywem herbowym Pourtalesów (2020)

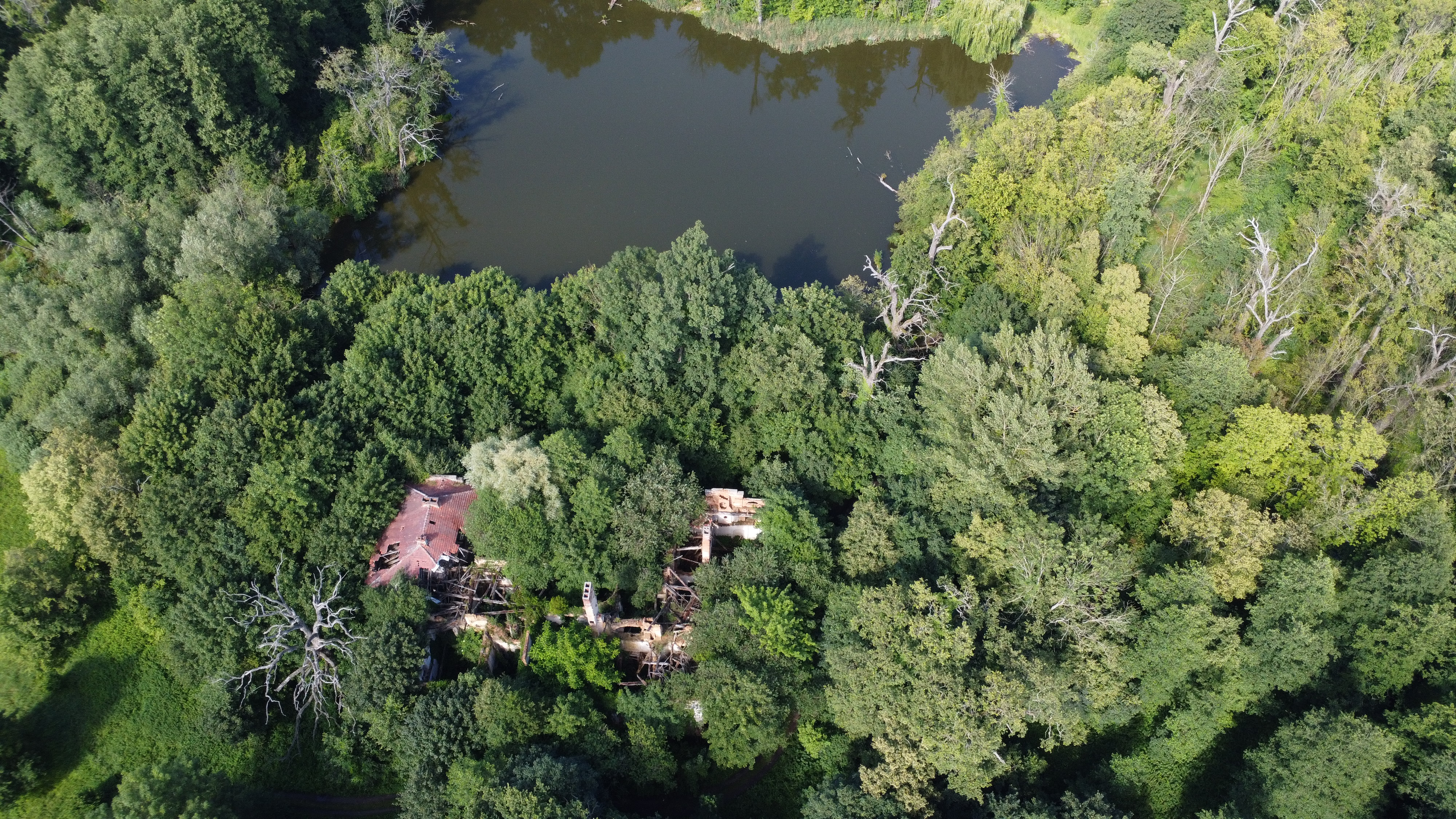
ruiny pałacu wraz z pozostałosciami po parku z lotu ptaka (2025)

Pałac w Głębowicach (niem. Schloss Glumbowitz) – zabytkowy pałac w Głębowicach, w gminie Wińsko, w powiecie wołowskim, w województwie dolnośląskim.
Klasycystyczny pałac wpisany wraz z otaczającym go parkiem do rejestru zabytków. Wg Günthera Grundmanna pałac należał do jednego z bardziej znaczących dzieł klasycyzmu na Dolnym Śląsku.

## Pałac
Pałac został zbudowany na planie podkowy, trzyskrzydłowy, dwukondygnacyjny z mezaninem, nakryty dachami czterospadowymi. Elewacja ogrodowa (południowa) posiadała owalny ryzalit mieszczący klatkę schodową i salon. Wejście główne poprzedzone było arkadowym podcieniem z tarasem ozdobionym alegorycznymi rzeźbami na postumentach. Większość okien była prostokątna, jedynie okna w mezaninie były półkoliste, a okna w elewacji wschodniej zamknięte półkoliście. Część pomieszczeń parteru nakrywały sklepienia krzyżowe, w większości sal znajdowały się drewniane stropy.

## Park
W parku otaczającym pałac znajdowała się oktogonalna oranżeria wraz z domem ogrodnika oraz neogotycka kaplica z mauzoleum rodu Pourtalèsów. Projekt kaplicy w latach 1862–1864 przygotował Karl Lüdecke. Park porastały egzotyczne rośliny takie jak tulipanowce, magnolie czy cypryśniki oraz stare dęby (w tym tak zwany „tysiącletni dąb” lub „Ruineneiche“ o obwodzie 7,84 metra). Na północ od rezydencji znajdowały się stawy o łącznej powierzchni 7 hektarów).

## Historia
Do XVIII w. ziemie wokół Trzcinicy, Turzan, Biaław Wielkich, Czaplic, Lubiela i Czapli wraz z dworkiem należały do wielu właścicieli, pod koniec XVIII w. zakupił je hrabia Gustav von Rödern. Po roku 1804 jego syn Erdmann Gustav polecił przebudować dworek, prawdopodobnie wg planów Christiana Schultze. W 1842 posiadłość zakupił hrabia Carl Pourtalès, po czym wraz z przyległymi gruntami o łącznej powierzchni 2,2 tys. hektarów przekształcił w ordynację rodową (fideikomis). Po śmierci Carla całość odziedziczył hrabia Paul de Pourtalès, który jednak miał obywatelstwo francuskie, a w niemieckim prawie ordynatem nie mógł być obywatel Francji. W rezultacie pałac wraz z Głębowicami za sumę 1,9 miliona marek przeszły do rąk Friedricha Pourtalèsa, który niemieckie obywatelstwo posiadał. Fidelikomis Pourtalèsów został ostatecznie zniesiony w 1944 roku.
Friedrich Pourtalès wzbogacił pałac o wiele dzieł sztuki, które odziedziczył po ojcu – między innymi renesansowe rzeźby Jacopa Sansovina czy Andrei Riccia, brązowe figury Marsa i Neptuna pochodzące z weneckiego pałacu Rezzonico, alabastrową figurę św. Hieronima z warsztatu Bartolomé Ordóñeza, relief przedstawiający Madonnę z Dzieciątkiem Donatella Giovanniego da Pisa oraz obrazy dawnych mistrzów włoskich. Część z tej kolekcji zabrał ze sobą do Petersburga, gdzie przebywał jako ambasador Niemiec (razem z meblami i rzeczami osobistymi było to szesnaście ciężarówek). 4 sierpnia 1914 wiele eksponatów (w tym kolekcja figurek porcelanowych) zostało zniszczonych lub rozkradzionych przez rozwścieczony tłum mieszkańców Petersburga, który wdarł się do budynku ambasady. Podczas II wojny światowej do pałacu w Głębowicach przewieziono między innymi grafiki z wrocławskiego Muzeum Sztuk Pięknych, by uchronić je przed zniszczeniami wojennymi. Pod koniec wojny pałac zdewastowali i splądrowali rosyjscy żołnierze.

W ciągu zaledwie paru dni żołnierze zniszczyli większą część porcelany, rzeźby oszpecili, a postaciom na portretach poprzekłuwali oczy. Chotinski dodał też, że obrazy tak grubo były pokryte pokostem, "że się bardzo dobrze paliły"

Wdowa po Friedrichu – hrabina Gisela Pourtalès opuściła pałac tuż przed końcem wojny i zamieszkała w Vevey, gdzie zmarła w 1957 roku. Po wojnie pałac przejął miejscowy PGR. Około 1980 roku właścicielem zabytku był już Kombinat Rolno-Przemysłowy „Dolpasz”. Budynek nieprawidłowo użytkowany i nieremontowany był w bardzo złym stanie. Pod koniec lat 80. XX w. rozpoczęto prace remontowe, które przerwano. W latach 90. XX w. pałacem zarządzała Agencja Własności Rolnej Skarbu Państwa, która sprzedała go w 1996 roku firmie „Inter Dablex” z Gdańska. Kolejny remont został przerwany, a pałac popadł w ruinę.